# 利伯蒂維爾鎮區 (伊利諾伊州萊克縣)
利伯蒂維爾鎮區（英語：Libertyville Township）是位於美國伊利諾伊州萊克縣的一個行政鎮區。

## 地方資料
根據2010年美國人口普查的數據，利伯蒂維爾鎮區的面積為94.60平方千米，當中陸地面積為91.70平方千米，而水域面積為2.90平方千米。當地共有人口53803人，而人口密度為每平方千米568.74人。